# SummerSlam 2019
SummerSlam 2019 è stata la trentaduesima edizione dell'omonimo evento in pay-per-view prodotto annualmente dalla WWE. L'evento si è svolto il 11 agosto 2019 alla Scotiabank Arena di Toronto (Canada).

## Storyline
Il 14 luglio, ad Extreme Rules, Seth Rollins ha difeso con successo l'Universal Championship contro Baron Corbin insieme a Becky Lynch, la quale ha difeso il suo Raw Women's Championship contro Lacey Evans, in un Winners Takes All Extreme Rules Mixed Tag Team match; al termine dell'incontro, però, Brock Lesnar ha incassato il contratto del Money in the Bank su Rollins, conquistando l'Universal Championship. Nella puntata di Raw del 15 luglio Seth Rollins ha vinto una 10-man Battle Royal che comprendeva anche Baron Corbin, lo SmackDown Tag Team Champion Big E (appartenente al roster di SmackDown), Bobby Lashley, Braun Strowman, Cesaro, Randy Orton (appartenente al roster di SmackDown), Rey Mysterio, Roman Reigns (appartenente al roster di SmackDown) e Sami Zayn, diventando lo sfidante di Lesnar per l'Universal Championship a SummerSlam.
Analogamente, Becky Lynch ha appunto difeso con successo il Raw Women's Championship contro Lacey Evans nel Winners Takes All Extreme Rules Mixed Tag Team match insieme a Seth Rollins contro Baron Corbin. Nella puntata di Raw del 15 luglio Natalya ha vinto un Fatal 4-Way Elimination match che comprendeva anche Alexa Bliss, Carmella (appartenente al roster di SmackDown) e Naomi, diventando la sfidante della Lynch per il Raw Women's Championship a SummerSlam. In seguito, il loro incontro è stato modificato in un Submission match.
Nella puntata di SmackDown del 16 luglio la SmackDown Women's Champion Bayley e Ember Moon hanno sconfitto Mandy Rose e Sonya Deville. Al termine dell'incontro, Bayley ha offerto alla Moon la possibilità di confrontarsi a SummerSlam con in palio lo SmackDown Women's Championship.
Nella puntata di SmackDown del 23 luglio il WWE Champion Kofi Kingston ha scelto Randy Orton come suo avversario per SummerSlam, con quest'ultimo che ha accettato la sfida.
Nella puntata di Raw del 15 luglio Bray Wyatt ha fatto il suo ritorno come "The Fiend" attaccando Finn Bálor (appartenente al roster di SmackDown). Nella puntata di SmackDown del 23 luglio Bálor ha sfidato Wyatt per un match a SummerSlam e questi, tramite uno dei segmenti della Firefly Fun House, ha accettato la sfida di Bálor.
Durante l'estate, Kevin Owens ha attaccato verbalmente Shane McMahon dopo che questi ha continuamente abusato di potere in WWE, proponendo sempre sé stesso al centro dell'attenzione a discapito di altri atleti ben più talentuosi. Il più delle volte, inoltre, Owens ha attaccato Shane con la sua Stunner. Nella puntata di Raw Reunion del 22 luglio Owens ha sfidato Shane ad un match a SummerSlam in cui, se Owens dovesse perdere, lascerebbe la WWE.
Il 14 luglio, a Extreme Rules, AJ Styles ha sconfitto Ricochet conquistando lo United States Championship per la terza volta. Nella puntata di Raw del 29 luglio Ricochet ha vinto un Gauntlet match eliminando per ultimo Andrade (appartenente al roster di SmackDown), ottenendo la possibilità di sfidare AJ Styles per lo United States Championship a SummerSlam.
Il 30 luglio è stato annunciato che Dolph Ziggler (appartenente al roster di SmackDown) e The Miz (appartenente al roster di Raw) si affronteranno a SummerSlam. Successivamente, nella puntata di Raw del 5 agosto, durante il Miz TV, è stato annunciato che Ziggler affronterà il rientrante Goldberg a SummerSlam al posto di The Miz.
Nella puntata di SmackDown del 30 luglio Trish Stratus, ritiratasi nel 2006 ad Unforgiven, è stata ospitata al King's Court di Jerry "The King" Lawler dove è stata sfidata da Charlotte Flair per SummerSlam, e la Stratus ha accettato.
Nella puntata di 205 Live del 6 agosto Oney Lorcan ha vinto un Six-pack Challenge match che comprendeva anche Akira Tozawa, Ariya Daivari, Gentleman Jack Gallagher, Kalisto e Tony Nese, diventando lo sfidante al Cruiserweight Championship di Drew Gulak per SummerSlam.

## Risultati
| #       | Match                                                                  | Stipulazioni                                           | Durata |
| ------- | ---------------------------------------------------------------------- | ------------------------------------------------------ | ------ |
| Kickoff | Drew Gulak (c) ha sconfitto Oney Lorcan                                | Single match per il WWE Cruiserweight Championship     | 8:45   |
| Kickoff | Buddy Murphy ha sconfitto Apollo Crews per squalifica                  | Single match                                           | 4:20   |
| 1       | Becky Lynch (c) ha sconfitto Natalya                                   | Single match per il WWE Raw Women's Championship       | 12:35  |
| 2       | Goldberg ha sconfitto Dolph Ziggler                                    | Single match                                           | 1:50   |
| 3       | AJ Styles (c) (con Karl Anderson e Luke Gallows) ha sconfitto Ricochet | Single match per il WWE United States Championship     | 13:00  |
| 4       | Bayley (c) ha sconfitto Ember Moon                                     | Single match per il WWE SmackDown Women's Championship | 10:00  |
| 5       | Kevin Owens ha sconfitto Shane McMahon                                 | Single match                                           | 9:20   |
| 6       | Charlotte Flair ha sconfitto Trish Stratus per sottomissione           | Single match                                           | 16:40  |
| 7       | Kofi Kingston (c) vs. Randy Orton è terminato in no-contest            | Single match per il WWE Championship                   | 16:45  |
| 8       | "The Fiend" Bray Wyatt ha sconfitto Finn Bálor                         | Single match                                           | 3:25   |
| 9       | Seth Rollins ha sconfitto Brock Lesnar (c) (con Paul Heyman)           | Single match per il WWE Universal Championship         | 13:25  |